# Tropische storm
Een tropische storm is een storm voortkomend uit een tropische depressie met een uitgesproken gesloten circulatiesysteem met maximale windsnelheden van 34 tot 63 knopen. Ze kunnen al binnen een dag verzwakken tot ondiepe depressies en daarna nog grote afstanden afleggen, maar kunnen ook geheel oplossen. Als de storm zich echter organiseert, dan zal de druk in het centrum snel dalen, terwijl daaromheen een smalle band ontstaat met hoge windsnelheden en een spiraalvormig wolken- en regenpatroon in de richting van het centrum, om daarna eventueel te groeien tot een tropische cycloon.
De ontwikkelingsstadia van een tropische cycloon zijn:
- tropische storing;
- tropische depressie;
- tropische storm;
- tropische cycloon.